# Kreuz-Kirche (Schweringen)

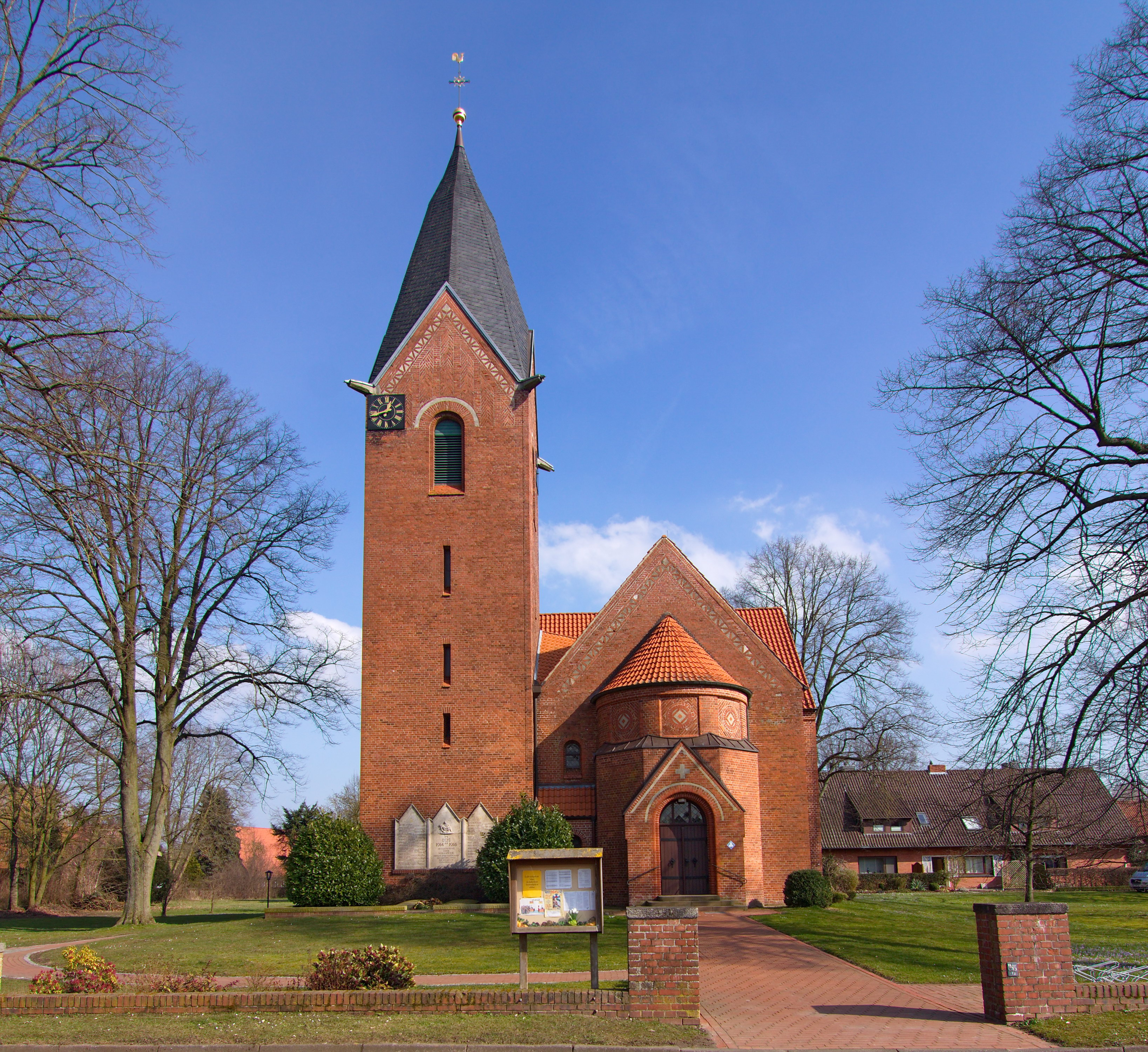
Kreuzkirche in Schweringen

Die eine evangelisch-lutherische Kreuz-Kirche ist eine Kirche in Schweringen, Landkreis Nienburg, Niedersachsen. Die Kirche gehört der Kapellengemeinde Schweringen, die Teil der Kirchengemeinde Balge ist.

## Geschichte
Bereits 1574 wird eine Fachwerk-Kapelle in Schweringen erwähnt, Der Bau der heutigen Kirche aus Backstein nach Plänen des Architekten Eduard Wendebourg begann 1914, musste aber wegen des Ersten Weltkriegs unterbrochen werden. Erst am 8. Oktober 1922 konnte das im neoromanischen Stil erbaute Gotteshaus feierlich geweiht werden. Trotz der Größe der Kirche wird die zugehörige Gemeinde nach wie vor als Kapellengemeinde bezeichnet. 1960/61 wurde eine Innenrenovierung durchgeführt, 1972 wurde der 50. Jahrestag der Kirchweihe gefeiert. Aus diesem Anlass erhielt die Kirche den Namen Kreuzkirche. Im Jahr 1999 wurde der Turm, bedeckt mit rheinischem Helm und bekrönt mit Turmkugel, Kreuz und Wetterhahn, saniert.

## Glocken
Im Kirchturm hängen drei Glocken aus Bronze:
- Glocke 1 mit dem Schlagton e′ wurde 1934 von der Radlerschen Glockengießerei in Hildesheim gegossen. Zur Zeit des Gusses, während der Herrschaft der Nationalsozialisten erhielt sie die Bezeichnung „Vaterlandsglocke“, heute heißt sie „Vergebungsglocke“. Zu ihrem Schicksal als „Naziglocke“ siehe unten.
- Glocke 2 mit dem Schlagton a′ wurde 1927 ebenfalls von der Radlerschen Gießerei hergestellt.
- Glocke 3 von 1956 mit dem Schlagton h′ stammt aus der Glocken- und Kunstgießerei Rincker in der hessischen Gemeinde Sinn.

Hakenkreuz auf Glocke 1
Im September 2017 wurde bekannt, dass die im Jahr 1934 aufgehängte Kirchenglocke ein nationalsozialistisches Hakenkreuz aufwies. Ähnliche Glocken besitzen die Jacobskirche in Herxheim am Berg, die Erlöser-Kirche in Rilchingen-Hanweiler und die Michaelkirche in Faßberg. Friedensaktivisten kritisierten den weiteren Gebrauch der Glocke. Das Verwenden von Kennzeichen verfassungswidriger Organisationen ist zudem je nach Kontext eine Straftat (§ 86a StGB).
Der Kirchen- und Kapellenvorstand der Kirchengemeinde Balge und der Kapellengemeinde Schweringen einigten sich am 14. März 2018 darauf, die Glocke weiterzubetreiben, obwohl der Vorschlag der Evangelisch-lutherischen Landeskirche Hannovers vorgelegen hatte, einen Austausch der Glocke zu finanzieren. Der Pastor monierte hingegen am 16. März 2018, dass nur der Vorstand der Kapellengemeinde Schweringen darüber hätte abstimmen dürfen; die Glocke blieb daher weiter außer Betrieb. Am 29. März 2018 wurde bekannt, dass Unbekannte das Hakenkreuz auf der Glocke abgeschliffen haben.
Ein Gutachter beurteilte die Glocke danach als unbrauchbar, was sich im weiteren Verlauf aber nicht bestätigen sollte.  In einem längeren Diskussionsprozess wurde beschlossen, die Glocke zunächst zu entwidmen, künstlerisch zu überarbeiten und dann wieder neu einzuweihen.  Im November 2018 wurde die Glocke entwidmet.
Die Künstler Hannes Arnold und Klaus-Dieter Eichler überarbeiteten 2020 die Glocke und versahen den abgeschliffenen Teil mit einem Bibelvers in weißgoldenen Buchstaben: „Mt 16,26: Was hülfe es dem Menschen, wenn er die ganze Welt gewönne und nähme doch Schaden an seiner Seele?“ Vor der Kirche stellten sie ein sogenanntes „Hörmal“ auf, in dem die Hohlform der Glocke eingelassen ist. Darauf steht ein Zitat Dietrich Bonhoeffers: „Vergebung ist ohne Anfang und Ende“. In der Kirche ist mit einer Infowand die Geschichte der Glocke dokumentiert. Am Pfingstsonntag 2020 wurde die Glocke neu geweiht.

## Orgel
1923 erhielt die Kirche eine Orgel mit 20 Registern auf zwei Manualen und Pedal aus der Orgelwerkstatt Faber & Greve. Dieses Instrument wurde 1961 ersetzt durch eine Orgel mit fünf Registern des Orgelbauers Hans Wolf aus Verden, die 1962 auf sechs Register erweitert wurde.

## Kunst
In einem vom Hauptschiff getrennten Seitenschiff der Kirche gestaltete der schweringer Künstler Gottlieb Pot d’Or (1905–1978) einen Altar, bei dem er persönliche Erfahrungen aus dem Zweiten Weltkrieg verarbeitete.